# Marguerite Viel
Marguerite Viel (Crosne, Seine-et-Oise, 10 de abril de 1894 - Châtenay-Malabry, 4 de febrero de 1976), fue una directora, productora, guionista, dialoguista y montadora de sonido francesa.

## Biografía
Marguerite Viel empezó como anticuaria.
En 1926, Marguerite Viel se inició como directora adjunta de ventas de la productora del director de cine Jean Epstein, Les Films Jean Epstein. Ella financió El espejo de las tres caras (1927), producida en España,  así como The Fall of the House of Usher (1928). En lugar de reembolsarle el dinero, Epstein le transfirió la propiedad de tres de sus películas en 1928: Mauprat (1926), El espejo de tres caras y Seis y once y medio (1927), como lo atestiguan los documentos conservados en la Cinémathèque française.
Trabajó con el director checo Leo Marten en 1929 en su película Dzungle velkomesta ( La jungla de una gran ciudad), y se la cita como asistente de dirección o consultora artística en la misma producción. Según una sinopsis publicada por el Archivo Nacional de Cine de Praga, la película, originalmente iba a ser muda pero se le dio sonido cuando se estrenó en 1930. Describe la vida de una joven enamorada de un estafador. Realizó la película Terre farouche en 1930, pero no quedan muestras de ella. Dos años después, en 1932, realizó dos comedias con Richard Weisbach, Take Care of Amélie y A Serious Little Maid, también considerada perdida esta última. Finalmente, en 1934, estrenó su película más famosa, La Banque Nemo , abiertamente inspirada en el caso Stavisky y que fue muy criticada por la censura.
Entre 1930 y 1932 también fue muy activa como montadora de sonido y guionista de diálogos. Como tal, adaptó varias películas sonoras para el público francófono. Realizó el doblaje de Gabbo el Ventrílocuo de Erich von Stroheim (1929), Pasiones de Erich Waschneck (1931) y Feind im Blut de Walter Ruttmann (1931). También realizó el montaje de sonido del documental Les chemins de la gloire (1931) de Claude Lambert y My Friend Tim (1932) de Jack Forrester. Finalmente escribió el diálogo de Una historia de amor de Wilhelm Thiele (1932).
A partir de 1934, Marguerite Viel desapareció de la vida pública. Murió, en 1976, a los 81 años.

## Filmografía

### Realización
- 1929: La jungla de la gran ciudad ( Džungle velkoměsta ), película franco-checoslovaca codirigida con Leo Marten [8][9]
- 1930: Tierra salvaje, guion de Joseph Neuberg [10][11]
- 1932: Cuida a Amélie, con Renée Bartout, Aimé Clariond, Raymond Dandy, Arthur Devère, René Donnio, basada en la obra de Georges Feydeau (codirigida por Richard Weisbach)
- 1932: A Serious Little Maid, con Colette Darfeuil y Marguerite Moreno, basada en la obra de Gabriel Timmory y Jean Manoussi (codirigida :Richard Weisbach) [12]
- 1934: El banco de Nemo, basado en la obra de Louis Verneuil (supervisión : Jean Choux )

### Proyectos inacabados
Se desconocen los motivos del abandono de estos proyectos cinematográficos anunciados por la prensa en su momento. Quizás esto estuvo relacionado con los problemas de salud que la directora padeció a principios de 1932.
- 1932: Habitaciones y calles,basada en un guion de Richard Weisbach, con Richard Weisbac.[14][15]
- 1932: Manon Lescaut, basada en la novela del Abbé Prévost, con Richard Weisbach.[16]
- 1932: Los presidiarios del mar,[17][18][19]/ Rafale, con Frank Capra, diálogos de Jean-Charles Reynaud.[20]Proyecto finalmente retomado y dirigido por Jack Forrester bajo el título My Friend Tim.
- 1932: La escuela de maridos, basada en el divertido cuento de Honoré de Balzac.[21][22]

### Asistencia a la producción[23]
- 1926: Mauprat, de Jean Epstein
- 1927: Seis y medio once ( Seis y medio once, una Kodak), de Jean Epstein
- 1927: El espejo de tres caras , de Jean Epstein
- 1930: Seducción (Erotikon), coproducción franco-checa, dirigida por Gustav Machaty[24]
- 1930: La jungla de la gran ciudad ( Dzungle Velkomesta), coproducción franco-checa,[25][26] [27] dirigida por Leo Marten.[28]

### Doblaje
- 1932: La historia de amor de Wilhelm Thiele

### Guion
- 1934: El Banco Nemo

### Montaje
- 1931: Gabbo el Ventrílocuo, post-sincronización francesa de The Great Gabbo de Erich von Stroheim[29] y James Cruze
- 1931: Pasiones, post-sincronización francesa de Zwei Menschen de Erich Waschneck[30]
- 1931: El enemigo en la sangre, post-sincronización francesa de In der Nacht de Walter Ruttmann[31]

### Edición de sonido
- 1931: Los caminos de la fama, documental de Claude Lambert,[32] música de Max Fontaine[33]
- 1932: Mi amigo Tim de Jack Forrester[34]